# Philippe Burtin
Pour les articles homonymes, voir Burtin.
Philippe Burtin (né le 25 novembre 1951 à Viroflay, Île-de-France) est un homme d'affaires français. Il est Président du Conseil d'Administration de l'entreprise Nexter Systems créée en 1990 et du Groupe SNPE. Philippe Burtin est diplômé de l'École des hautes études commerciales de Paris et de l'Institut d'études politiques de Paris. Il dirige 15 entreprises avec 20 mandats, son mandat principal est Administrateur au sein de l'entreprise Nexter Munitions. Philippe Burtin évolue dans le secteur d'activité de l'Ingénierie. 
Philippe Burtin quitte la présidence de Nexter Systems en décembre 2015 à la suite d'un désaccord de stratégie avec le gouvernement français sur le déroulement du rapprochement avec l'allemand KMW qu'il avait initié en toute indépendance. Il n'a pas précisé son avenir. 